# Козак-4
Козак-4 — український легкий універсальний броньований автомобіль. Створений НВО «Практика» на шасі автомобіля Land Rover Defender, також може бути побудований на шасі Toyota Land Cruiser 78 або іншому шасі підвищеної прохідності.

## Історія
Бронеавтомобіль розроблений для потреб Збройних Сил України у 2015 році. Впродовж 2015 року пройшов заводські випробування та дослідну експлуатацію в підрозділах Національної Гвардії.

## Тактико-технічні характеристики
Загальні:
- Повна вага: 4000 кг
- Кількість посадкових місць: до 2-5 чол.
- Довжина: 4500 мм
- Ширина: 1980 мм
- Висота (по даху): 1900 мм

Двигун:
- Тип: Cummins, дизельний
- Об’єм двигуна: 2,8 л
- Потужність: 165 к.с.
- Максимальний крутний момент: 353 Н*м

Трансмісія і привід:
- Колісна формула: 4х4
- Коробка передач: механічна
- Кількість швидкостей: 5+1

Бронювання:
- Балістичний захист: ДСТУ 3975 ПЗСА-3, STANAG 4569 level 1+

## Оператори
Україна — деяка кількість на озброєнні.